# Curia
Curia (pl. curiae), eller også kendt under den alternativ dansk stavemåde kurie, refererede i den tidlig romersk historie til én af de oprindelige grupperinger af romerske borgere. Oprindeligt var der sandsynligvis 30 curiae, og senere blev alle romerske borgere antaget at tilhøre én. Mens curiae sandsynligvis oprindeligt havde bredere magtbeføjelser, samledes de mod slutningen af den Romerske Republiks kun til få formål: Ordet curia blev efterhånden også brugt om det sted, hvor gruppering mødtes for at diskutere. Etymologisk stammer ordet fra førklassisk latin "co-viria" (overs. 'samling af mænd').
De oprindelige 30 curiae bestod formodentligt kun af patriciere. Disse curiae dannede grundlag for Comitia Curiata (Kurie-forsamlingen), hvor afstemningerne blandt disse curiae fandt sted.
Curia Hostilia i Rom var bygningen hvor det romerske Senat mødtes. Senatet var oprindelig et råd af ældste (latin: senex; overs. 'gammel mand') i stammerne som udgjorde romerfolket, men blev med den Romerske Republiks vækst et stadig mægtigere organ, hovedsageligt bestående af patriciere, og med positioner som gik i arv. I takt med at Rommerriget voksede fik alle de byer, der havde status som municipium, eget Senat efter model fra Rom.
Under det Romerske Kejserrige betegnede curia enhver bygning, hvor de lokale myndigheder holdt til og afholdt møder og høringer. Ordet omfattede efterhånden også de arbejdende dér, med betegnelsen curiales.
Med det Vestromerske Riges fald i 476 e.Kr. gik begrebet ud af brug for verdslige institutioner, men i gejstlig sammenhæng bruges det fortsat: den romerske kurie er navnet på den katolske kirkes centrale forvaltningsorgan.